# François Descostes
François Descostes, né le 21 mars 1846 à Rumilly et mort le 24 août 1908, est un avocat, écrivain, homme politique conservateur-catholique savoyard.

## Biographie

### Origines
Anne François Marie Joseph Eloi Descostes, né le 21 mars 1846 à Rumilly (duché de Savoie), est issue d'une famille bourgeoise de la ville. Il est le fils de Joseph Descostes et d'Hortense de Livet de Moisy.
À propos de son patronyme, François Descostes donne, dans un ouvrage publié en 1903, une note explicative sur la forme officielle de celui-ci, bien que « Les documents officiels de l'époque orthographient le nom Decostes, de de Costis ». Il poursuit en indiquant que le comte Amédée de Foras consacre un article à la des Costes, famille noble de Maurienne éteinte au XVIIe siècle, dans son Armorial et nobiliaire de l'ancien duché de Savoie. Enfin, il mentionne d'autres formes écrites Decostes, Descottes, Descotes ou Descôtes.

### Carrière
Après des études de droit, il s'installe en tant qu'avocat dans la capitale du duché de Savoie, Chambéry, en 1866. Il participe en tant que volontaire lors de la guerre franco-allemande de 1870.
Il est bâtonnier de l'Ordre des Avocats de Chambéry de 1885 à 1886, puis de 1895 à 1896.
Il tente l'aventure politique en concourant à la députation, devenant la tête de liste du Comité conservateur en 1885,. Henry Bordeaux sera son secrétaire lors de sa campagne de 1893. Il participe aux municipales de 1896, à Chambéry, et devient conseiller municipal.

### Activités
Spécialiste de Joseph de Maistre, il est élu le 26 juin 1873 à l'Académie des sciences, belles-lettres et arts de Savoie, dont il devient président de 1886 à 1887, puis de 1900 à 1908. Il fut aussi lauréat de l'Académie française - prix Thérouane - pour son ouvrage La Révolution française vue de l'étranger 1789-1799, Mallet du Pan à Berne & à Londres d'après une correspondance inédite (préface du marquis Charles-Albert Costa de Beauregard, de l'Académie française) édité en 1897. Il est membre effectif de la Société savoisienne d'histoire et d'archéologie en 1907.

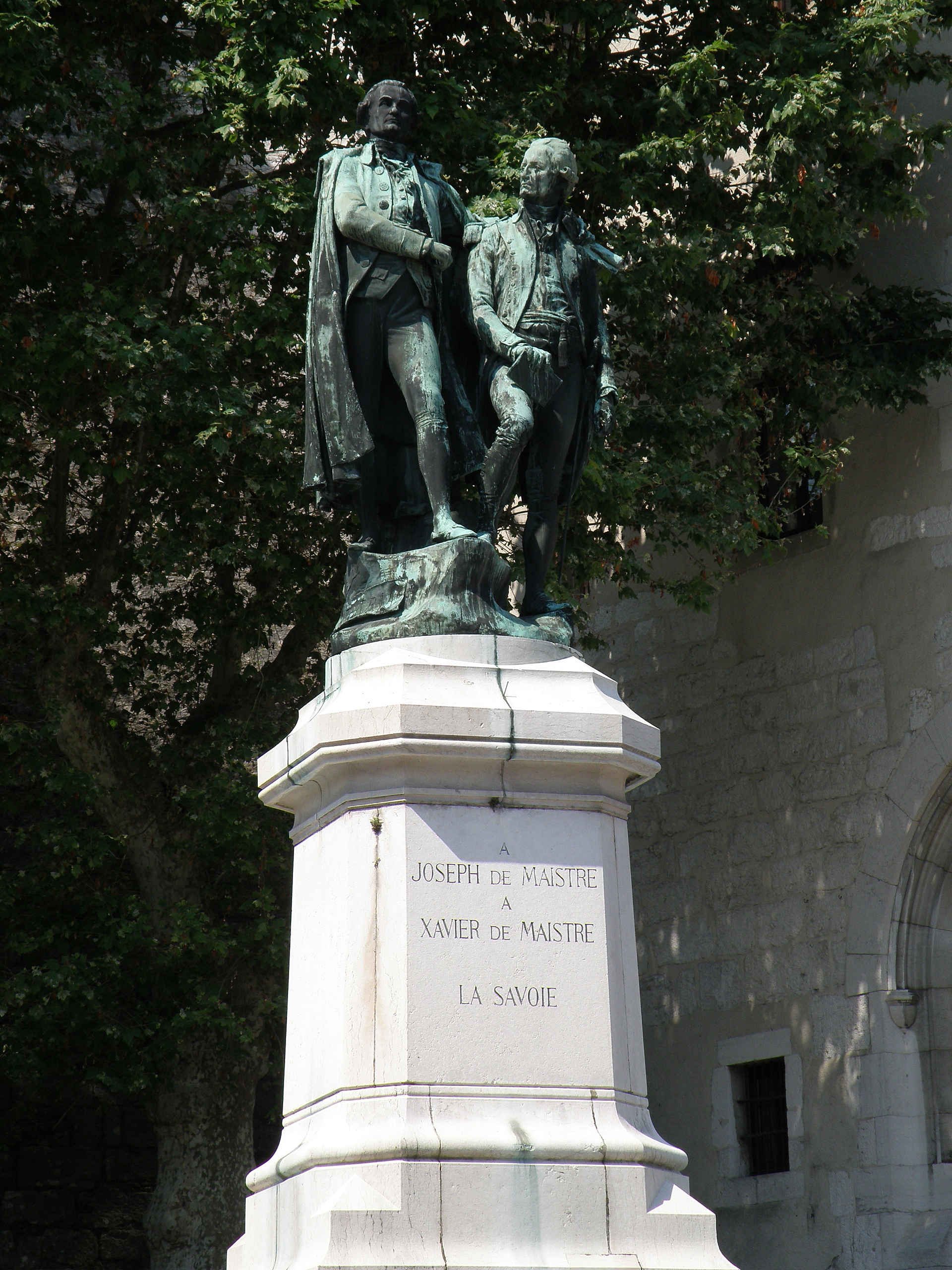
Mémorial des frères de Maîstre, place du Château à Chambéry

Il est l'une des personnalités à l'origine du monument à la mémoire des Frères de Maîstre à Chambéry, intervenant tant comme représentant du conseil municipal que comme membre de l'Académie.
Il est fondateur du Club alpin français de Chambéry[réf. nécessaire].

## Hommage
Une rue François Descotes, perpendiculaire au Quai des Allobroges et à la rue Nicolas Parent, dans le quartier de la gare, se trouve à Chambéry.

## Citations
La Savoie est devenue française depuis déjà plus de quarante ans, François Descostes, comme d'autres avant lui, maintient l'idée de la défense d'une culture locale et écrit : 

« La vieille Savoie a vécu. La petite ville est morte. La campagne se dépeuple. L'uniformité de la mode de Paris se substitue à l'originalité des costumes nationaux. La vie provinciale d'autrefois n'est plus qu'un souvenir. Les centres attirent tout à eux. Les goûts, les habitudes et les mœurs se transforment. Nous devenons quelconque alors que nous étions quelqu'un. »

— L'esprit provincial en Savoie, séance publique de l'Académie (1902).

## Œuvres
- Notices d'autorité :   - VIAF
  - ISNI
  - BnF (données)
  - IdRef
  - LCCN
  - GND
  - Pays-Bas
  - Pologne
  - Israël
  - NUKAT
  - WorldCat
- La Révolution française vue de l'étranger 1789-1799, Mallet du Pan à Berne & à Londres, Tours : Alfred Mame & fils, 1897, Prix Thérouanne de l'Académie française en 1898
- Joseph de Maistre avant la Révolution: souvenirs de la société d'autrefois, 1753-1793. Paris, Picard, 1893 (2 vol.).
- Joseph de Maistre orateur. Chambéry, Perrin, 1896.
- Le Livre d'or du monument de Maistre, Chambéry, A. Perrin, 1901.